# Sylvia Sidney
Sylvia Sidney (født Sophia Kosow; 8. august 1910, død 1. juli 1999) var en amerikansk teater, tv- og filmskuespiller. Hun fik sit gennembrud med sine mange kriminalfilm i 1930'erne.

## Opvækst
Hendes mor, Rebekka (født Saperstein), var en Jøde fra Rumænien, mens hendes far, Victor Kosow, var en russisk emigrant, der arbejdede som sælger.  Hendes forældre blev skilt i 1915, og Sidney kom til at leve med sin stedfar Sigmund, der arbejdede som tandlæge. Hun blev en skuespiller i en alder af 15, da hun spillede i teaterstykket Prunella.

## Karriere
Hun modtog en masse negativ omtale i begyndelsen af sin karriere og i 1930 fik hun et ry for at hun var vanskeligt at arbejde med. I 1940'erne var hun rolig på filmfronten, og i 1949 blev hun udnævnt til "box office poison". Hendes karriere nåede dog et vendepunkt, da hun spillede den kritikerroste rolle som Fantine i Les Misérables fra 1952. Hun blev nomineret til en Oscar for bedste kvindelige birolle for sin præstation i Husker du og vandt en Golden Globe for præstationen i tv-filmen An Early Frost. I 1988 vandt hun også Saturn Award for Best Female Role for sin præstation i Tim Burtons Beetlejuice.